# Terry Wogan
Sir Michael Terence Wogan, KBE (* 3. August 1938 im County Limerick, Irland; † 31. Januar 2016 in Taplow, England) war ein irischer Hörfunk- und Fernsehmoderator. Der Ire nahm 2005 (wieder) zusätzlich die Staatsbürgerschaft des Vereinigten Königreichs an.

## Leben
Nach dem Verlassen der Schule arbeitete Wogan zunächst in einer Filiale der Bank of Ireland in Dublin. Durch eine Zeitungsanzeige bekam er eine Anstellung bei RTÉ, für die er zunächst im Bereich Nachrichten und Dokumentationen arbeitete. Nach zwei Jahren wechselte er zur Unterhaltungssparte. Er präsentierte die Quizshow Jackpot, die 1967 eingestellt wurde. Er bewarb sich 1965 bei der BBC für eine Stelle als Fernsehmoderator bei BBC 2. Er wurde jedoch abgelehnt, denn es wurde geurteilt, dass es nicht vertretbar sei, ihn zu beschäftigen, da man mit Denis Tuohy bereits einen Moderator mit irischem Akzent habe. Wobei man ihm offiziell mitteilte, dass es keine freie Stelle für jemandem in seinem Tätigkeitsbereich gäbe. Er wandte sich erneut an die BBC und wurde als Moderator der BBC Radio 1-Show Midday Spin, die von 1966 an ausgestrahlt wurde, angenommen. Damit gehörte er zu den ersten Moderatoren von BBC Radio 1. Von April 1972 bis 1984 und von 1993 bis 2009 moderierte er die Morgenshow (Wake Up to Wogan) bei BBC Radio 2. Von 2010 bis 2015 präsentierte er die Sonntagmorgenshow Weekend Wogan.
Wogan gehörte zu den Gründern der BBC-Wohltätigkeitssendung Children in Need, die er ab 1980 regelmäßig bis 2014 präsentierte. Von der Sendung im Jahr 2015 trat er kurzfristig aus Gesundheitsgründen zurück.
Er war bekannt für seine ironischen und sarkastischen Kommentare, insbesondere zum Eurovision Song Contest, den er von 1971 im Radio und ab 1973 im BBC-Fernsehen aus dem Off kommentierte. Beim Eurovision Song Contest 1998 war er sowohl Moderator (mit Ulrika Jonsson) als auch Kommentator. Ab 1978 moderierte er zudem regelmäßig den britischen Vorentscheid zum Wettbewerb. Im August 2008 gab er bekannt, für den Eurovision Song Contest im Jahr 2009 nicht mehr zur Verfügung zu stehen.
1997 erhielt Wogan einen OBE; 2005 wurde er zum Knight Commander des Ordens ernannt. Er war ab 1965 verheiratet und hatte mit seiner Ehefrau zwei Söhne und eine Tochter.
Wogan starb am 31. Januar 2016 an einem Krebsleiden.